# Clare Moody
Clare Miranda Moody (Chipping Norton, 30 ottobre 1965) è una politica britannica, membro del Partito Laburista, è stata europarlamentare per l'Inghilterra sud-occidentale dal 2014 al 2019..

## Biografia
I suoi genitori e il fratello maggiore furono attivi in politica all'interno del Partito Conservatore mentre lei si unì al Partito Laburista. Si è laureata in economia presso l'Università del Kent prima di lavorare presso il BIFU, un sindacato per i lavoratori del settore bancario, assicurativo e finanziario, per poi unirsi all'UNITE. Durante il mandato di Gordon Brown come Primo ministro, lavorò al numero 10 di Downing Street. Si candidò senza successo alle elezioni europee (2004) e nazionali (2005).
Nel 2014 è stata eletta europarlamentare per la VIII legislatura in rappresentanza del suo partito. Ha aderito all'Alleanza Progressista dei Socialisti e dei Democratici.